# Multishow ao Vivo: Ivete Sangalo no Madison Square Garden
Multishow ao Vivo: Ivete Sangalo no Madison Square Garden es el undécimo álbum de lª cantante brasileña Ivete Sangalo. El álbum fue grabado durante una actuación en vivo sola celebrada el 4 de septiembre de 2010 en el Madison Square Garden, Nueva York. Es el cuarto DVD de la cantante, con su primer internacional. Antes de su lanzamiento el 7 de diciembre, el disco había vendido más de 300 000 copias sólo en su preventa y después de su lanzamiento, el proyecto tuvo el cantante disco de oro para el CD, y triple platino, en DVD.
El proyecto fue la firma de Nick Wickham, director de grandes cantantes internacionales como Madonna y Beyoncé, mientras que el traje era a causa de Basso & Brooke. El proyecto fue lanzado como un disco compacto, descarga digital, disco de vídeo digital y blu-ray están disponibles más de 50 000 ejemplares, lo cual da automáticamente el cantante de oro. El canal brasileño Multishow expuesto, 5 de diciembre, dos días antes de la puesta en marcha del proyecto, un especial sobre el registro.

## Lista de canciones
| Disco compacto |                                                        |                                                                               |          |  |
| N.º            | Título                                                 | Escritor(es)                                                                  | Duración |  |
| 1.             | «Brasileiro»                                           | Fábio Alcântara, Augusto Conceição, Duller                                    | 2:39     |  |
| 2.             | «Acelera Aê» (Noite do Bem)                            | Gigi, Magno Sant'Anna, Fabinho O'Brian, Dan Kambaiah                          | 4:50     |  |
| 3.             | «Cadê Dalila?»                                         | Carlinhos Brown, Alain Tavares                                                | 3:12     |  |
| 4.             | «Flores» (Sonho Épico)                                 | Gutemberg, Roberto Moura, Tico Mahahtma, Carlinhos Maracanã                   | 3:26     |  |
| 5.             | «Desejo de Amar»                                       | Alain Tavares, Rita Mendes                                                    | 3:41     |  |
| 6.             | «Darte» (junto a Juanes)                               | Cássio Calazans                                                               | 3:48     |  |
| 7.             | «Pra Falar de Você»                                    | Fabinho O'Brian, Rubem Tavares, Samir                                         | 4:04     |  |
| 8.             | «Human Nature»                                         | Steven Porcaro, Steve M. Porcaro, John Bettis                                 | 4:01     |  |
| 9.             | «Pensando em Nós Dois» (junto a Seu Jorge)             | Samir                                                                         | 4:51     |  |
| 10.            | «Me Abraça / Eternamente / Tá Tudo Bem / Pegue Aí»     | Roberto Moura, Jorge Xaréu/Davi Salles/Alexandre Peixe/Lu, Jacka Maneiro, Cay | 7:23     |  |
| 11.            | «Where it Begins» (junto a Nelly Furtado)              | Sangalo, Furtado, Gigi, Lester Mendez                                         | 4:30     |  |
| 12.            | «Easy»                                                 | Lionel Richie                                                                 | 3:58     |  |
| 13.            | «Ahora Ya Sé» (Agora Eu Já Sei) (junto a Diego Torres) | Sangalo, Gigi (versión: Carolina Migoya)                                      | 4:41     |  |
| 14.            | «Meu Segredo»                                          | Ramón Cruz                                                                    | 4:31     |  |
| 15.            | «Berimbau Metalizado»                                  | Duller, Miro Almeida, Dória                                                   | 4:04     |  |
| 16.            | «Qui Belê»                                             | Ramón Cruz                                                                    | 3:04     |  |
| 17.            | «Festa / Sorte Grande»                                 | Anderson Cunha/Lourenço                                                       | 3:37     |  |
| 18.            | «Na Base do Beijo»                                     | Alain Tavares, Rita Mendes                                                    | 3:58     |  |
| 69:23          |                                                        |                                                                               |          |  |

| Canciones presentes solo en DVD |                                                                |                                                            |          |  |
| N.º                             | Título                                                         | Escritor(es)                                               | Duración |  |
| 8.                              | «Balackbak»                                                    | Esquisito, Pururu, Binho Nunes, Sand Vidal                 |          |  |
| 13.                             | «Eva / Alô Paixão / Beleza Rara»                               | Giancarlo Bigazzi, Umberto Tozzi / Jorge Xaréu/ Ed Grandão |          |  |
| 22.                             | «Você e Eu» (You and Me) (junto a Dave Matthews) (faixa extra) |                                                            |          |  |

## Suelte la historia
| País           | Fecha                   | Formato                   | Etiqueta de grabación | Catálogo     |
| -------------- | ----------------------- | ------------------------- | --------------------- | ------------ |
| Brasil         | 7 de septiembre de 2010 | CD, DVD, descarga digital | Universal Music Group | 602527483917 |
| Portugal       | 8 de diciembre de 2010  | Descarga digital          | Caco Music            |              |
| Portugal       | 13 de diciembre de 2010 | CD e DVD                  | Universal Music Group |              |
| Argentina      | 7 de enero de 2011      | Descarga digital          | Universal Music Group |              |
| Japón          | 20 de enero de 2011     | CD e DVD                  | Universal Music Group | 60252748391  |
| Chile          | 1 de março de 2011      | CD e DVD                  | Universal Music Group |              |
| Uruguai        | 1 de março de 2011      | CD e DVD                  | Universal Music Group |              |
| Colombia       | 1 de março de 2011      | CD e DVD                  | Universal Music Group |              |
| México         | 1 de março de 2011      | CD e DVD                  | Universal Music Group |              |
| Estados Unidos | 1 de março de 2011      | CD e DVD                  | Universal Music Group |              |
| Argentina      | 11 de marzo de 2011     | CD e DVD                  | Universal Music Group | 602527645896 |
| Brasil         | 18 de marzo de 2011     | Blu-ray                   | Universal Music Group |              |